# Rhene saeva
Rhene saeva är en spindelart som först beskrevs av Christoph Gottfried Andreas Giebel 1863.  Rhene saeva ingår i släktet Rhene och familjen hoppspindlar. Inga underarter finns listade i Catalogue of Life.